# Buchelay
Buchelay is een gemeente in Frankrijk. Het ligt op 50 km ten westen van het centrum van Parijs.
De A13 komt door Buchelay.

## Kaart
De onderstaande kaart toont de ligging van Buchelay met de belangrijkste infrastructuur en aangrenzende gemeenten.

## Demografie
Onderstaande figuur toont het verloop van het inwonertal, bron: INSEE-tellingen. 